# Ivar Karl Ugi
Karl Ivar Ugi (9. září 1930 Saaremaa, Estonsko – 29. září 2005 Mnichov) byl estonsko-německý organický chemik. Je znám díky svému výzkumu v oblasti multikomponentních reakcí. Je po něm pojmenována Ugiova reakce.

## Biografie
Po přestěhování do Německa v roce 1941, začal v roce 1949 studovat chemii na Univerzitě v Tübingenu. V roce 1954 získal titul Dr. rer. nat. na Mnichovské univerzitě, v roce 1960 se na stejné univerzitě habilitoval. V letech 1962 až 1968 pracoval ve farmaceutické společnosti Bayer, poté nastoupil na Univerzitě Jižní Kalifornie v Los Angeles. Do Německa se vrátil v roce 1971 na Technickou univerzitu v Mnichově, kde působil až do své smrti.

## Výzkum a vývoj
Věnoval se vývoji multikomponentních reakcí. Vícesložková organická reakce, při které reagují aldehyd nebo keton, amin, isokyanid a karboxylová kyselina za vzniku bis-amidu je po něm pojmenována jako Ugiova reakce.